# Post Tower

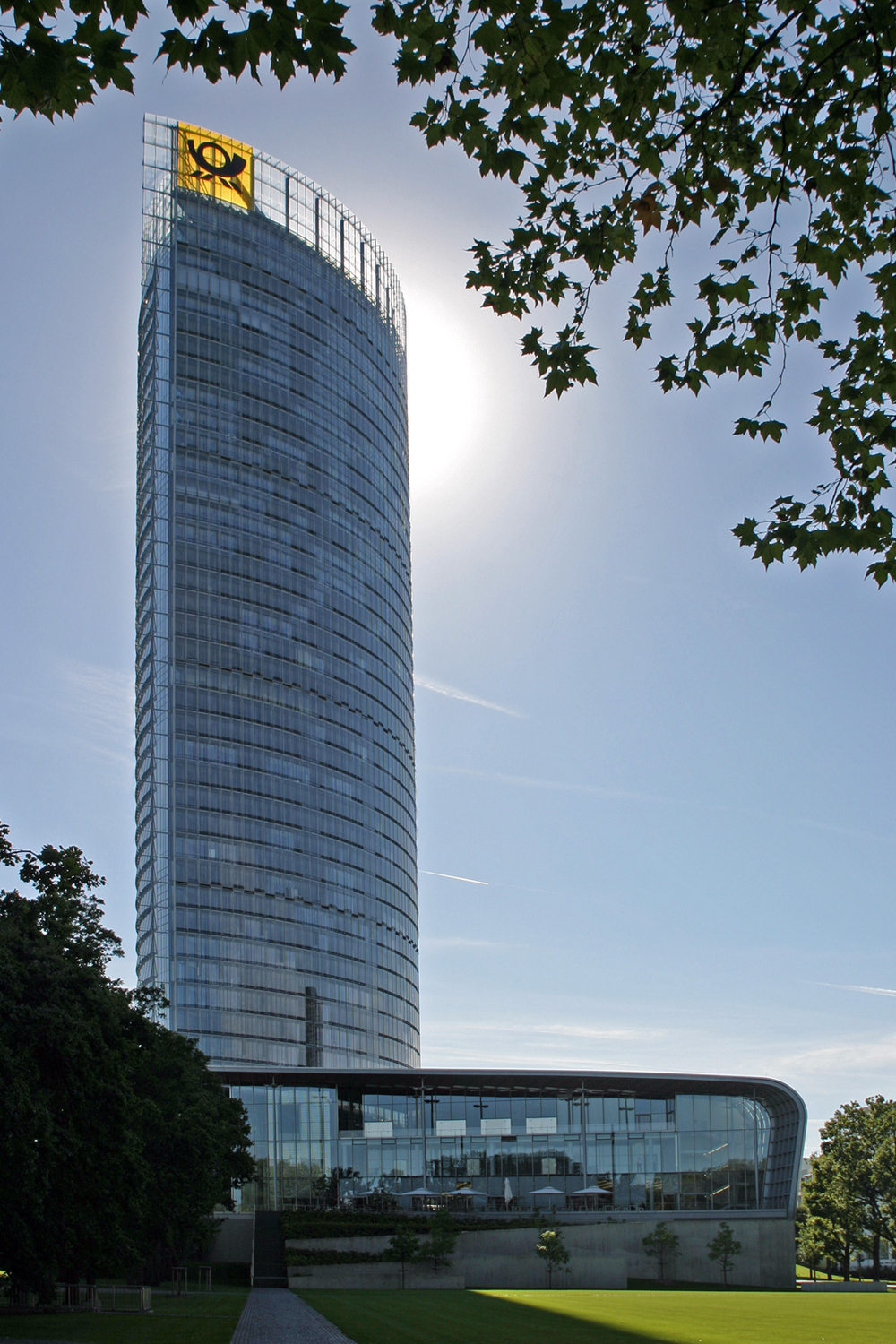
Post Tower.

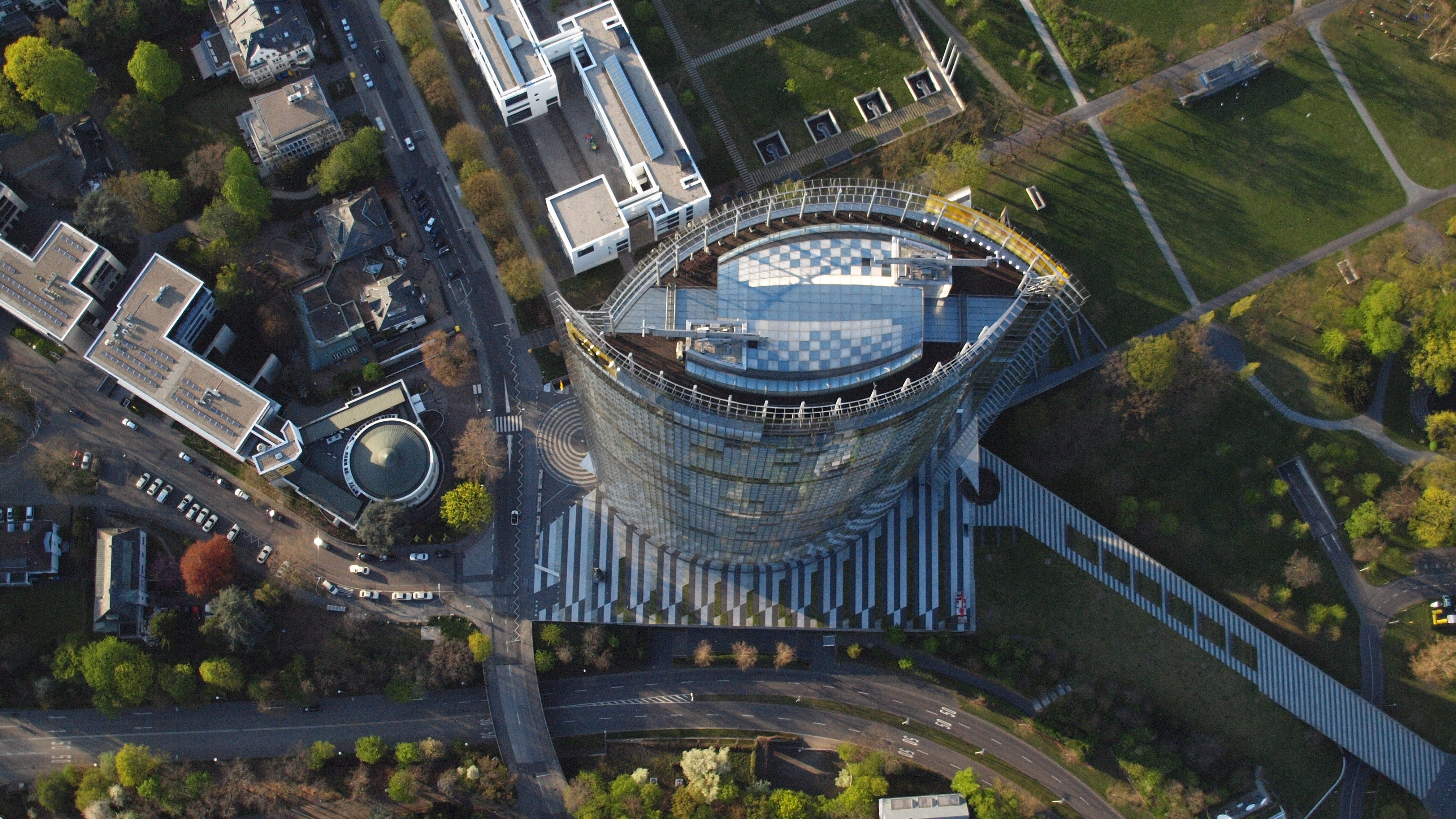
Post Tower, Vista aérea

Post Tower es un emblemático edificio de la ciudad de Bonn. Según fue planificado por el despacho del arquitecto alemán Helmut Jahn, la torre de planta oval se encuentra orientada hacia el Rin, facilitando así su visibilidad desde casi cualquier punto de la ciudad.

## Diseño
La forma de su planta reduce al mínimo los efectos negativos del viento por su diseño aerodinámico. Las cuñas ovales están separadas por un espacio de 7,40 m de ancho, sus pisos se comunican por medio de varios jardines-invernadero en donde se encuentran ubicadas las circulaciones verticales.
La fachada está conformada por una doble piel con un espacio de 30 cm, que permite la ventilación natural, sobre todo en las épocas de otoño y primavera. La parte externa de la piel protege de la lluvia, el viento y el ruido y permite la colocación de un protector solar en el espacio intermedio. Los cristales de piso a techo permiten el máximo aprovechamiento de la luz natural y la estructura de hormigón armado contiene un sistema integral de calefacción y refrigeración, que aprovecha para su uso las características energéticas del agua y la capacidad de radiación del hormigón. El resultado final de estas estrategias es un diseño totalmente integrado del edificio: La forma, el espacio, la función, los materiales y la construcción determinan el diseño. 

### Iluminación
Este edificio es un ejemplo de la buena colaboración entre el cliente, los arquitectos y el diseñador de iluminación, ya que a lo largo del proyecto, Helmuth Jahn trabajó con el artista Yann Kersalé y con Michael Rohde de L-Plan.
Al darle este efecto transparente al edificio, se logra que cada componente del mismo se convierta en un elemento estético, incluso la escalera de emergencia se vuelve importante bajo esta visión. Es por esto que según el diseño, solamente los segundos vuelos de cada tramo de escaleras han sido iluminados, enfatizando el ritmo repetitivo de los 41 tramos en toda la altura de la torre.
Los pisos superiores del edificio, que son ocupados por los ejecutivos de Deutsche Post tienen una iluminación diseñada con el mismo esquema que para los espacios menores, en cambio la sala de reuniones del ático se transforma en un lujo exclusivo. Una estructura de arcos da forma a las paredes y el techo; para acentuar la curvatura de estos arcos, en L-Plan se diseñó la integración de tiras de luminarias en los perfiles del metal, lo que requirió que la estructura incorporara unos canales de 40 mm en profundidad y 60 mm en anchura para acomodar la tecnología de diodo LED (Light Emitting Diodes). En la fábrica Ansorg se realizaron los 800 metros de tiras del LED artesanalmente.

### Iluminación exterior

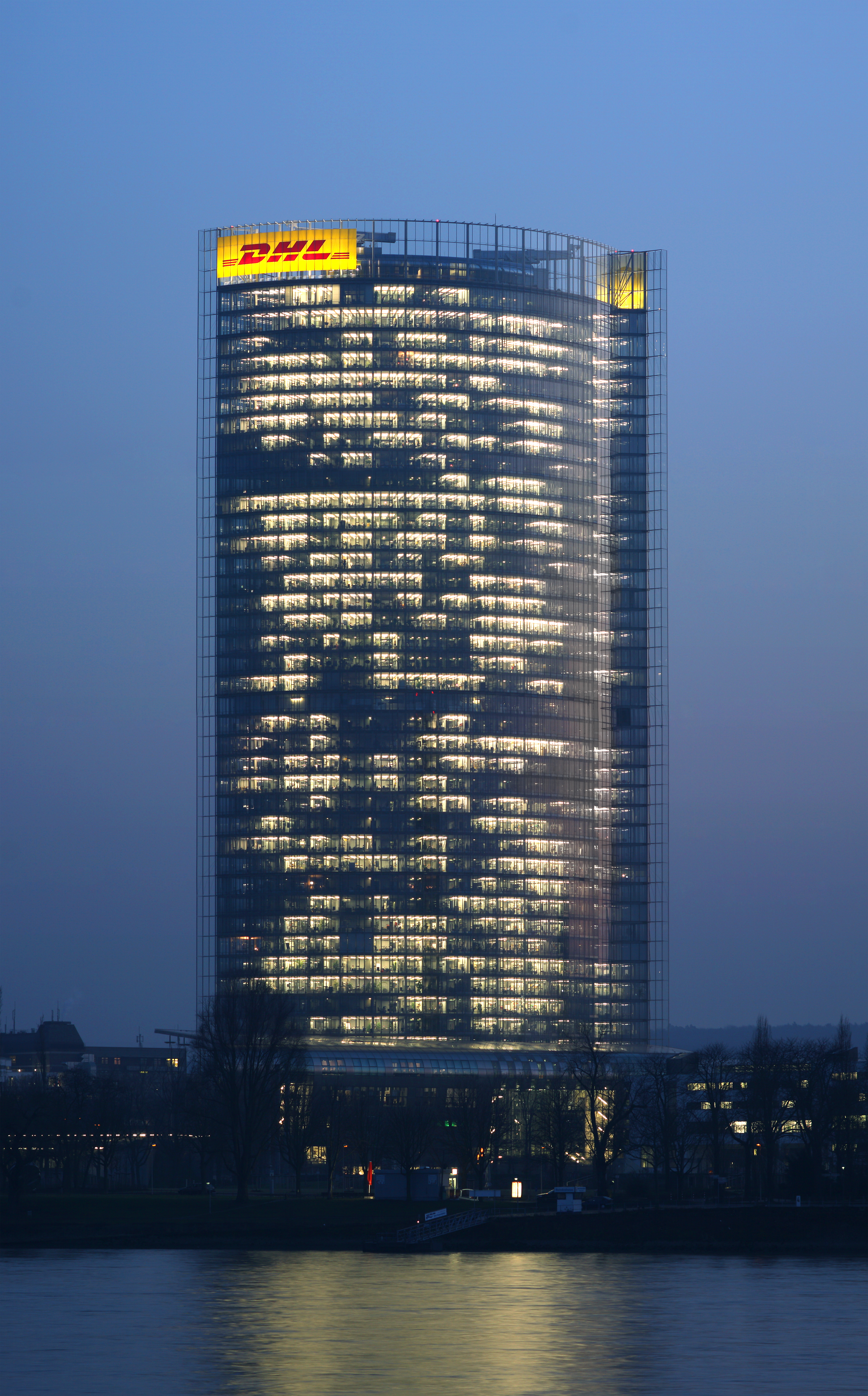
La torre de noche.

El diseño de la iluminación incorpora unas secuencias de luz transparente y cambiante que alumbran más de 55,000 m² de fachada. El uso de la “arquitectura de la luz” da origen a una alegoría tricolor en donde varias luminarias RGB (por sus siglas en inglés: Red Green Blue) y proyectores logran los efectos deseados. Estos se encuentran instalados en los jardines interiores que se crean por la intersección de los dos arcos elípticos de la planta; tienen una altura que va de piso a techo cada 9 plantas libres y es desde aquí dentro que se proyectan los cambios y que la torre es retroiluminada al exterior. Los cambios dinámicos en color revelan el fenómeno externo de la doble piel. El volumen arquitectónico se realza con la interacción de la luz, la transparencia y la reflexión - totalmente una nueva dimensión para un edificio de oficinas.
Los lados norte y sur tienen idéntica colocación de accesorios en seis zonas diferentes. Algunos de los alumbrados se han colocado en la base de la fachada y un gran número de ellos se han colocado en la parte superior, con lo que se resalta la sección del ático y lo hacen visible a mayor distancia. Intercalados entre las dos capas de la fachada se encuentran más de 1,000 accesorios combinados con los tubos de neón rojo, amarillo y azules ubicados cada 2 metros a lo largo de la fachada.
La metamorfosis, lo que Kersalé llama “la vida del edificio”, comienza a evidenciarse al atardecer, cuando empieza a emitir un ligero brillo de color. Después de esto, cuando ya el ambiente es de oscuridad, la fachada se ilumina con una serie de transiciones de color a un ritmo de un minuto por color, como si la torre estuviese respirando.
En el pavimento exterior se han colocado paneles de acero inoxidable con 2,000 puntos de luz LED que representan las raíces de esta magnífica torre. Con un diseño sistemático de 7 plantillas diferentes se logra un efecto de puntos colocados al azar, como las raíces de un árbol, pero al mismo tiempo con un diseño metódico como la naturaleza. Estos se cubren con un difusor de cristal frío para proteger y prolongar la vida útil de las pequeñas luminarias y se combinan con superficies de piedra para crear un pavimento muy particular.

## Ficha Técnica
DEUTSCHE POST AG.

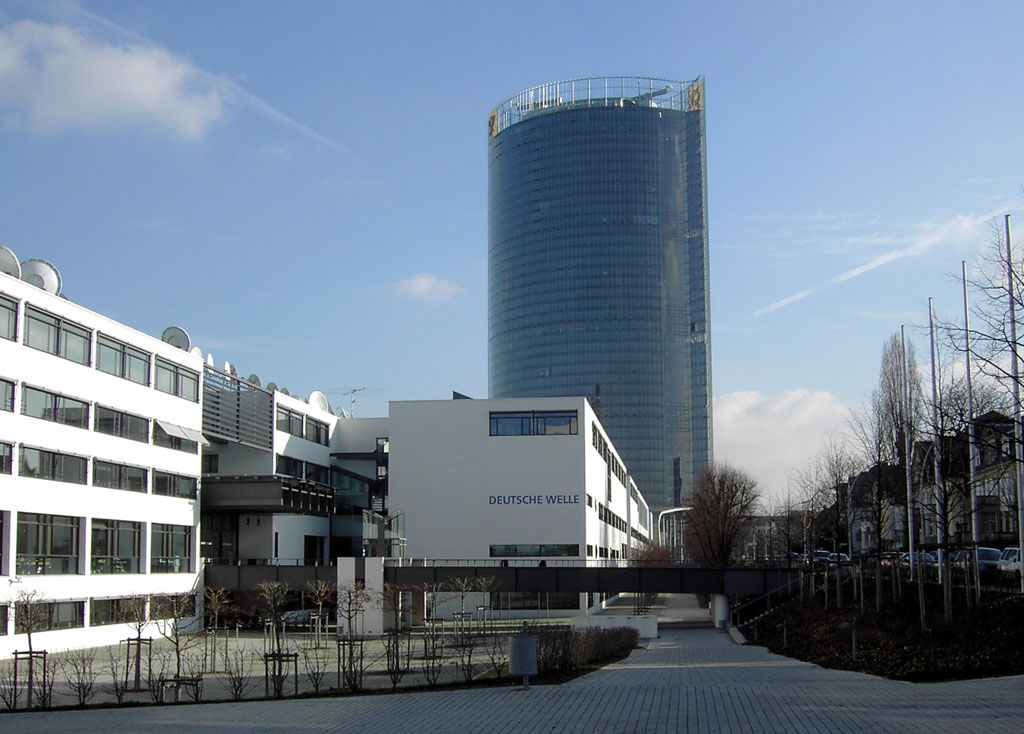
Deutsche Welle y la Posttower.

Cliente: Deutsche Post Bauen GmbH, Franz Werner Nolte
Uso: Oficinas
Ubicación: Platz der Deutschen Post Bonn, Alemania
Proyecto: 2001
Finalización de la obra: octubre de 2003
Altura: 163 m - 42 pisos
Área construida: 45,000 m² 
Arquitectura: Helmut Jahn, Heinle, Wischer und Partner
Iluminación: L-Plan Lighting Design
Diseño de fachada: DS-Plan Ingenieros 
Premios: Award of Merit 2004 IALD 21st Annual International Lighting Design Awards
- Datos: Q167195
- Multimedia: Post Tower / Q167195